# 李庭桂 (明朝)
李庭桂（1503年—？），字子馨，山西潞安府長治縣人，軍籍，明朝政治人物。

## 生平
嘉靖十年（1531年）辛卯科山西鄉試第六十名。嘉靖二十三年，登進士第三甲第一百九十七名。历官直隸丹阳县知县。

## 家族
曾祖李昱，曾任光祿寺署丞 贈徵仕郎；祖父李潭，曾任壽官；父李壕，曾任同知。嫡母崔氏；繼母張氏；生母楊氏。永感下。從弟李充善（贡士）、李庭梧（儀賓）。